# Monastère Sainte-Anne de Lannion
Le monastère Sainte-Anne est un édifice situé à Lannion, en France.

## Localisation
Le monastère est situé sur le territoire de la commune de Lannion, rue de Kerampont, dans le département  des Côtes-d’Armor, en région Bretagne.

## Historique
L’histoire de l’édifice actuel commence lorsqu’en 1667, à la demande de la communauté de ville, cinq Sœurs hospitalières de la miséricorde de Jésus (Augustines) sont envoyées de Quimper prendre possession d’un Hôtel-Dieu et d’une chapelle préexistants mais dans un état de délabrement avancé,. Le monastère et ses dépendances sont édifiés progressivement avec le soutien de bienfaiteurs locaux : le chœur conventuel (la partie la plus proche du pont sur le Léguer) est achevé en 1704 ; la « petite » chapelle (sise dans ce qui est aujourd’hui le parc Sainte-Anne), en 1753,.
Envoyées de force à Tréguier en 1794 sous la Terreur, les Augustines ne pourront regagner leur monastère qu’en 1805 et devront désormais le partager avec la municipalité qui y avait entre-temps établi une bibliothèque, un collège et un bureau de charité. A la Restauration, elles retrouvent l’usufruit (mais non la propriété) de la totalité des lieux, et y ouvrent un pensionnat en 1818.
En 1862, la municipalité conclut un accord avec les Augustines pour la construction d’un nouvel hôpital destiné à remplacer à la fois l’Hôtel-Dieu géré par les Sœurs et l’hôpital général géré par la ville, dont les locaux étaient devenus inappropriés. Conçu par l’architecte Edouard Puyo, à proximité immédiate du monastère (côté ouest), le nouvel hôpital Sainte-Anne est inauguré en 1866. Les religieuses retrouvent la pleine propriété de leur domaine en échange de leur contribution au financement des travaux et à la gestion du nouvel hôpital.
L’année 1900 marque l’apogée du monastère avec l’achèvement de la « grande » chapelle sise entre le monastère et l’hôpital, après 6 ans de travaux. Contraintes de fermer leur pensionnat par la loi Combes de 1904, les Augustines se consacrent à l’hôpital et s’illustrent par leur implication auprès des blessés lors des deux guerres mondiales.
L’après-guerre est marqué par un assouplissement de la clôture religieuse.
En 1975, l’hôpital est transféré sur un nouveau site au sud de la commune. Vidé de ses occupants, l'ancien hôpital accueillera des enseignements de l’Institut Universitaire de Technologie nouvellement créé (entre autres occupations temporaires), puis, à partir de 1985, l’École nationale supérieure des sciences appliquées et de technologie.
C’est aussi dans les années 1970 que la ville acquiert la partie nord-ouest du domaine, non construite, pour y aménager le boulevard Pierre-Mendès-France, un parc public englobant la petite chapelle et le cimetière du monastère,, ainsi qu’un parking.
Les Augustines aménageront encore un foyer de jeunes travailleuses et une résidence pour personnes âgées et se maintiendront sur place jusqu’aux années 2000. Elles mettent en vente le monastère en 2003. La ville décide alors de l'acquérir pour 2,5 M€, dans l'optique d'y aménager une médiathèque et des locaux associatifs. Les dernières Sœurs quittent Lannion pour Gouarec en 2008. Les études et travaux de réhabilitation, d'une grande complexité, s'étalent ensuite jusqu'en 2016,. La nouvelle médiathèque est baptisée du nom de l'ancien maire Alain Gourioux.
Le monastère est inscrit partiellement (façades et toitures) au titre des monuments historiques par arrêté du 28 avril 1964. L’arrêté d’inscription du 26 août 2024 se substitue à l’arrêté d’inscription précédent et étend le périmètre de protection à la « grande » chapelle de 1900.

## Galerie

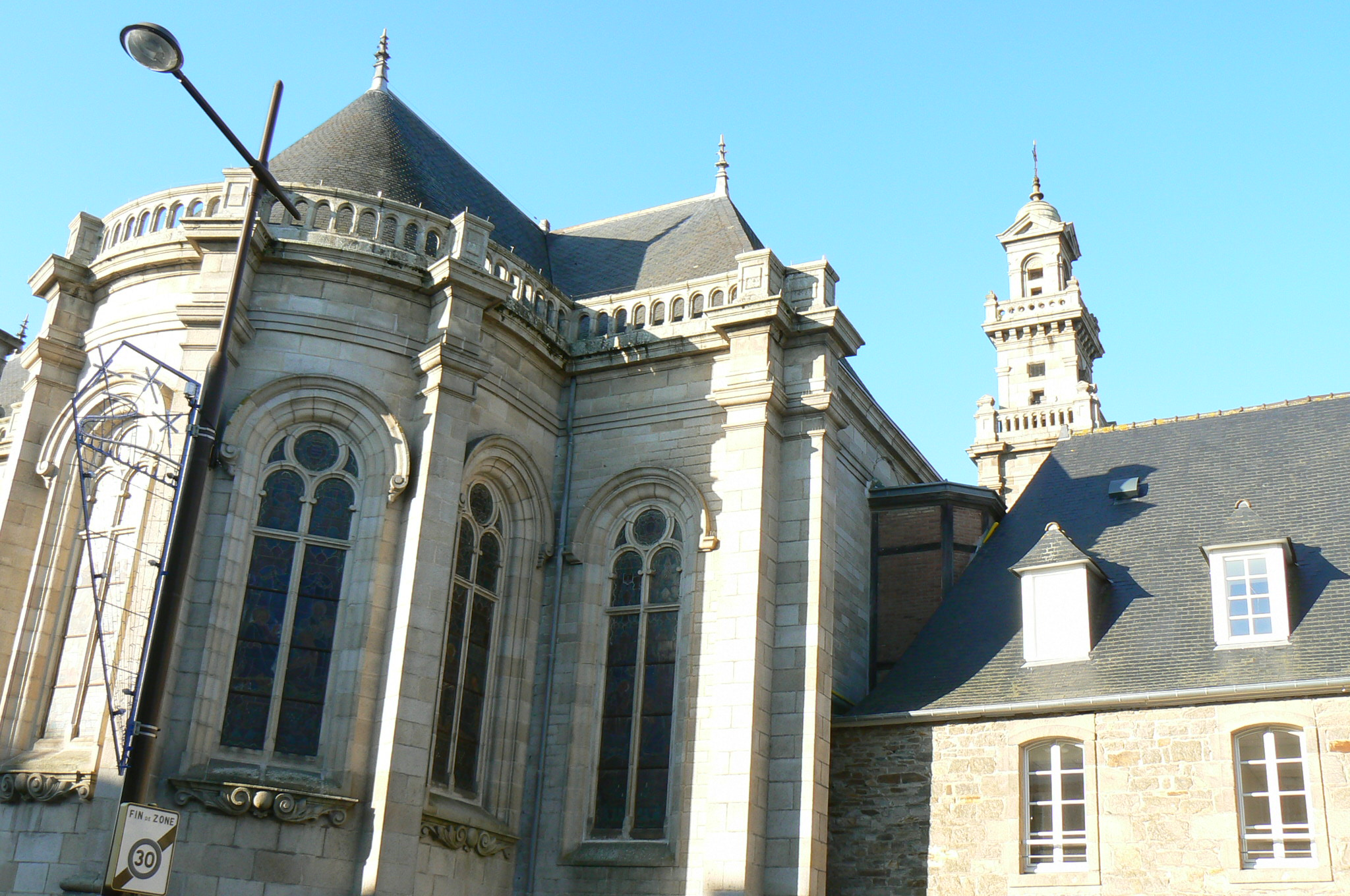
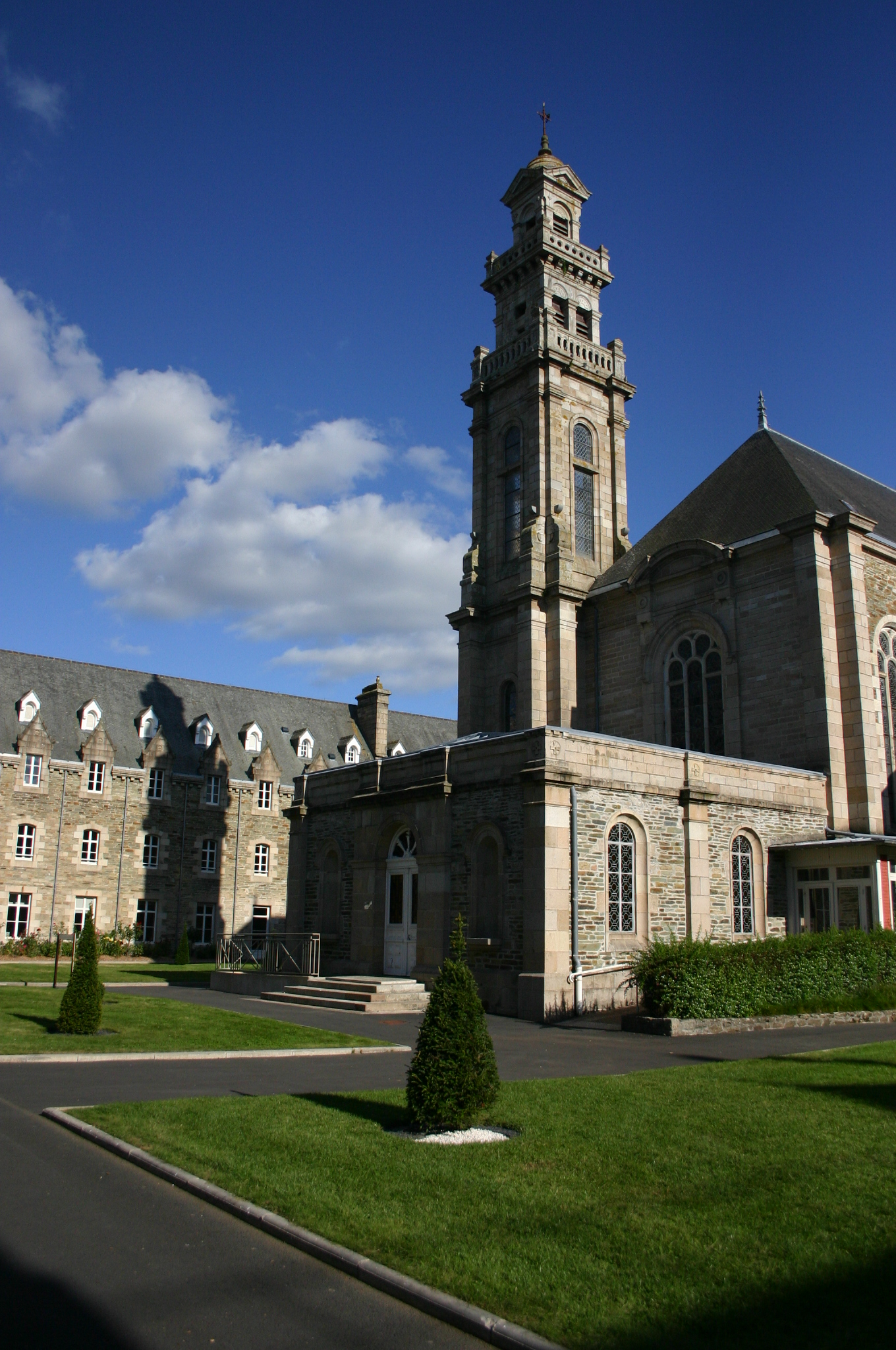
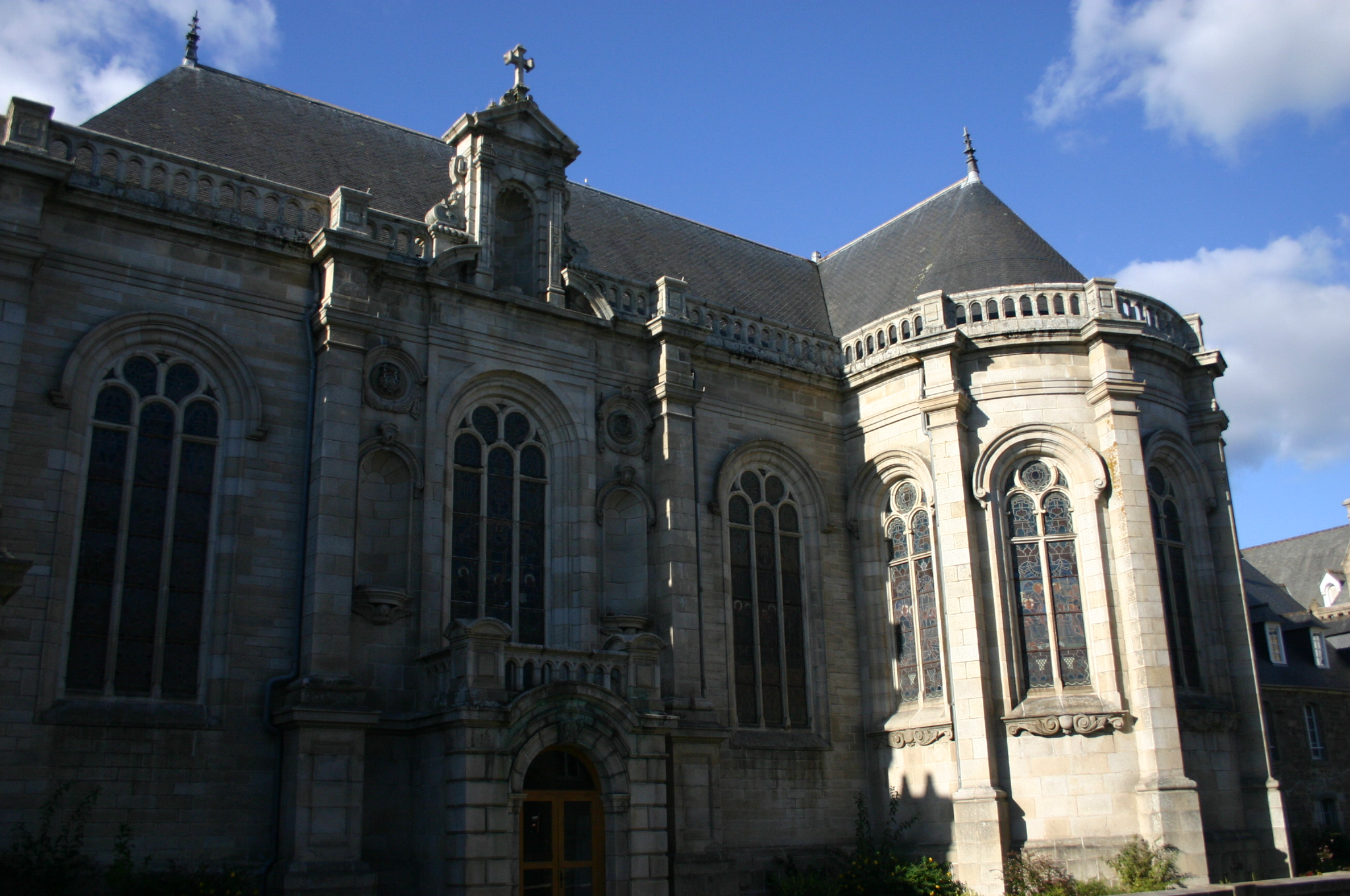
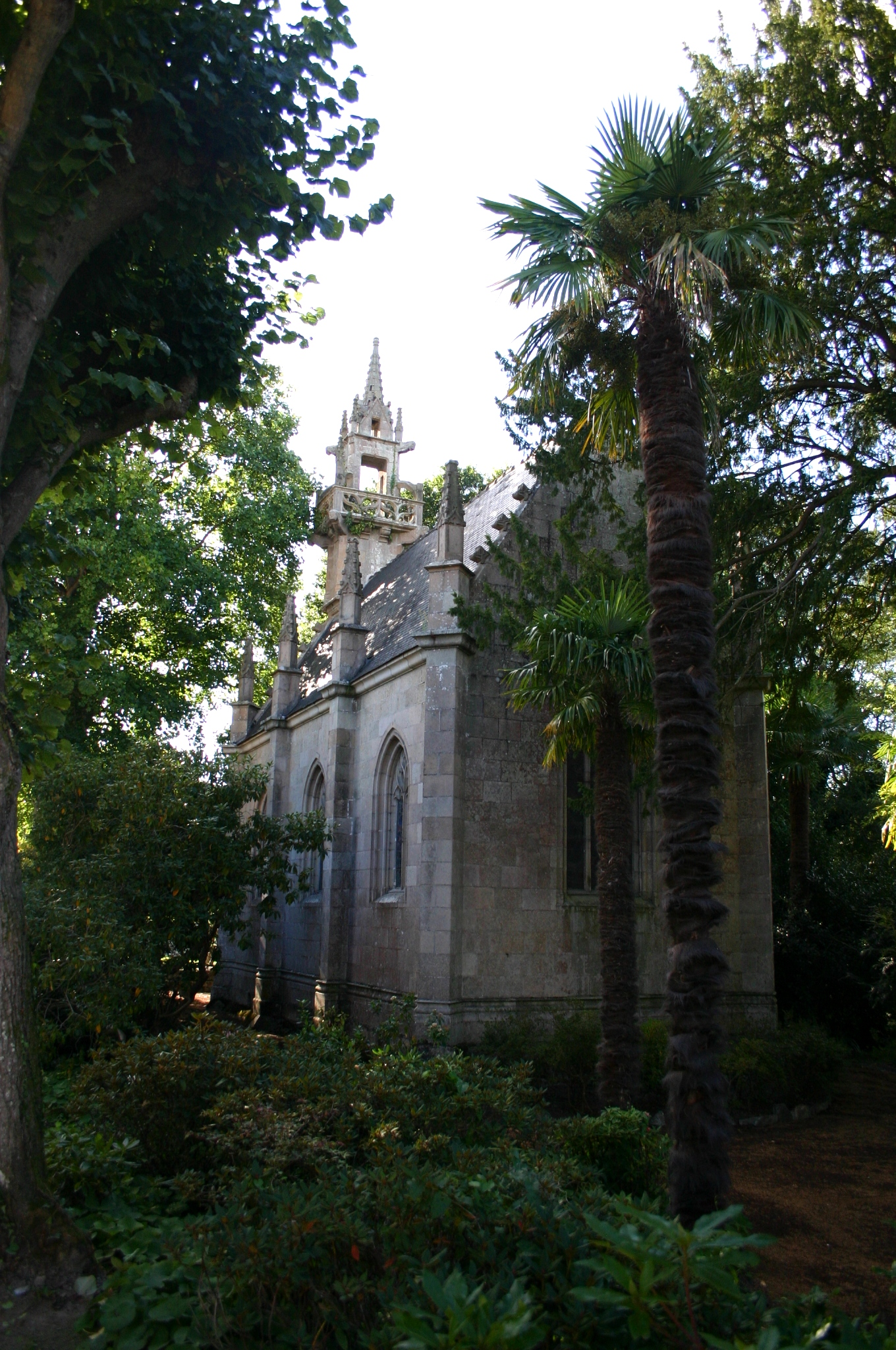
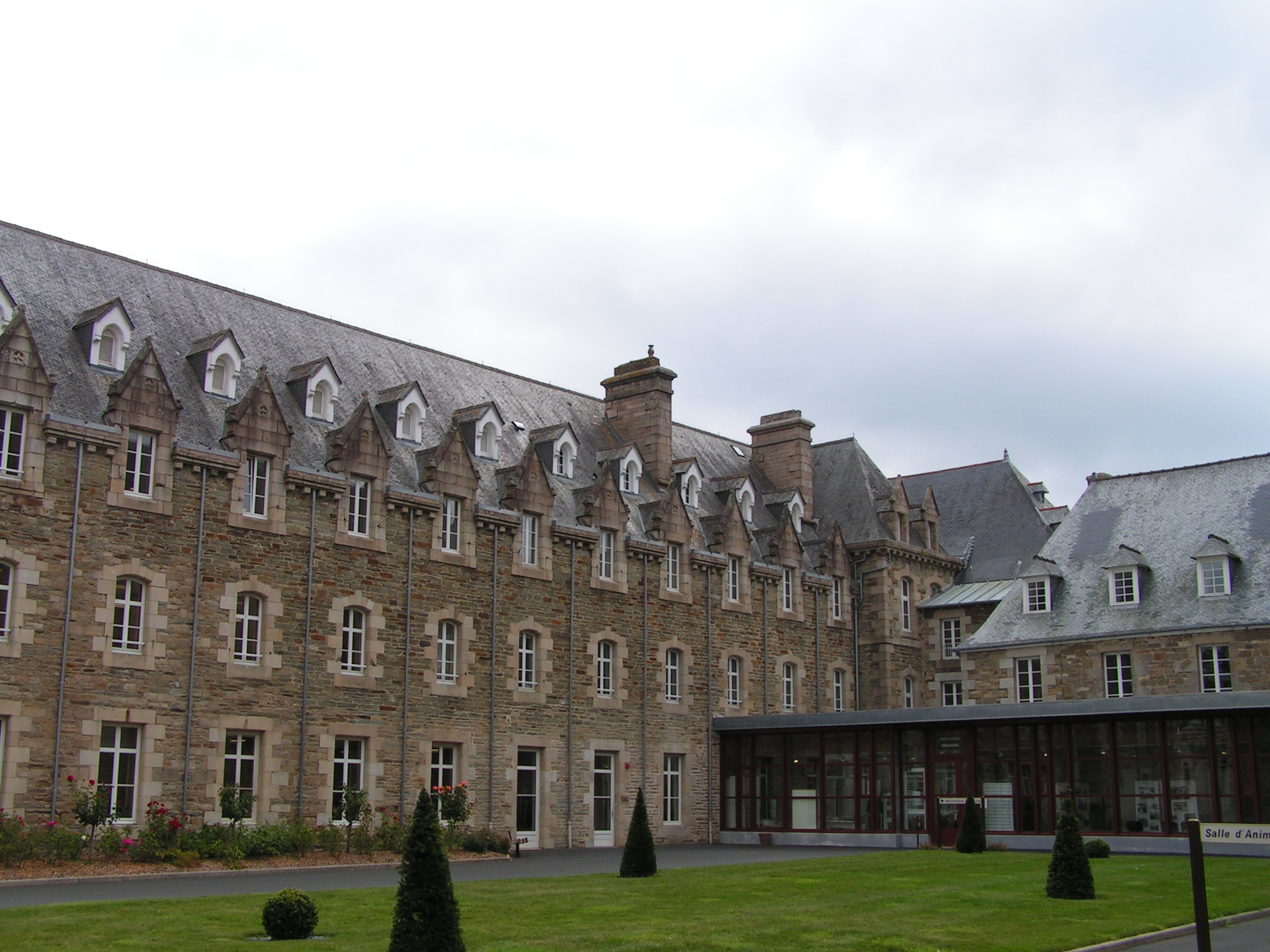
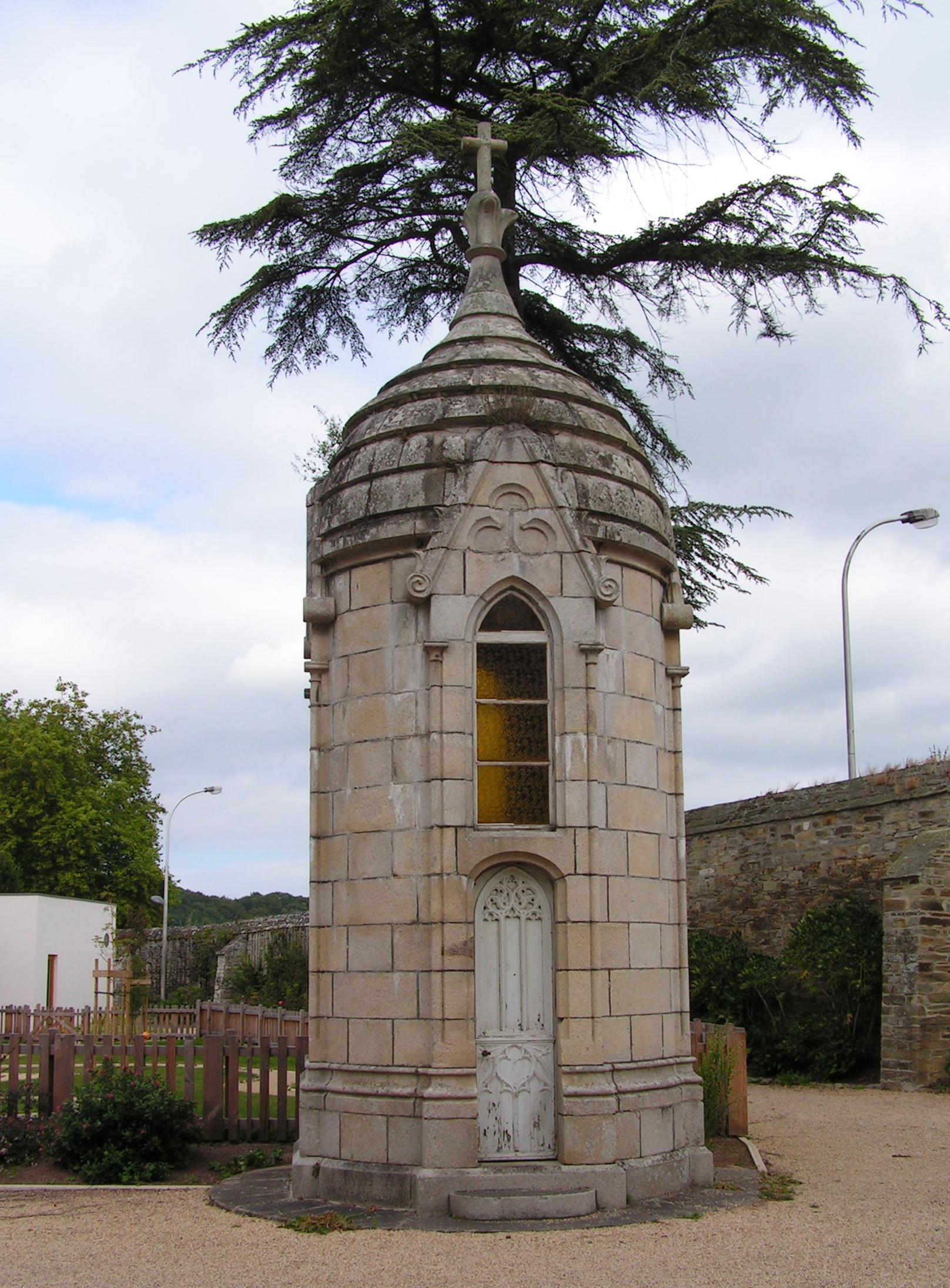
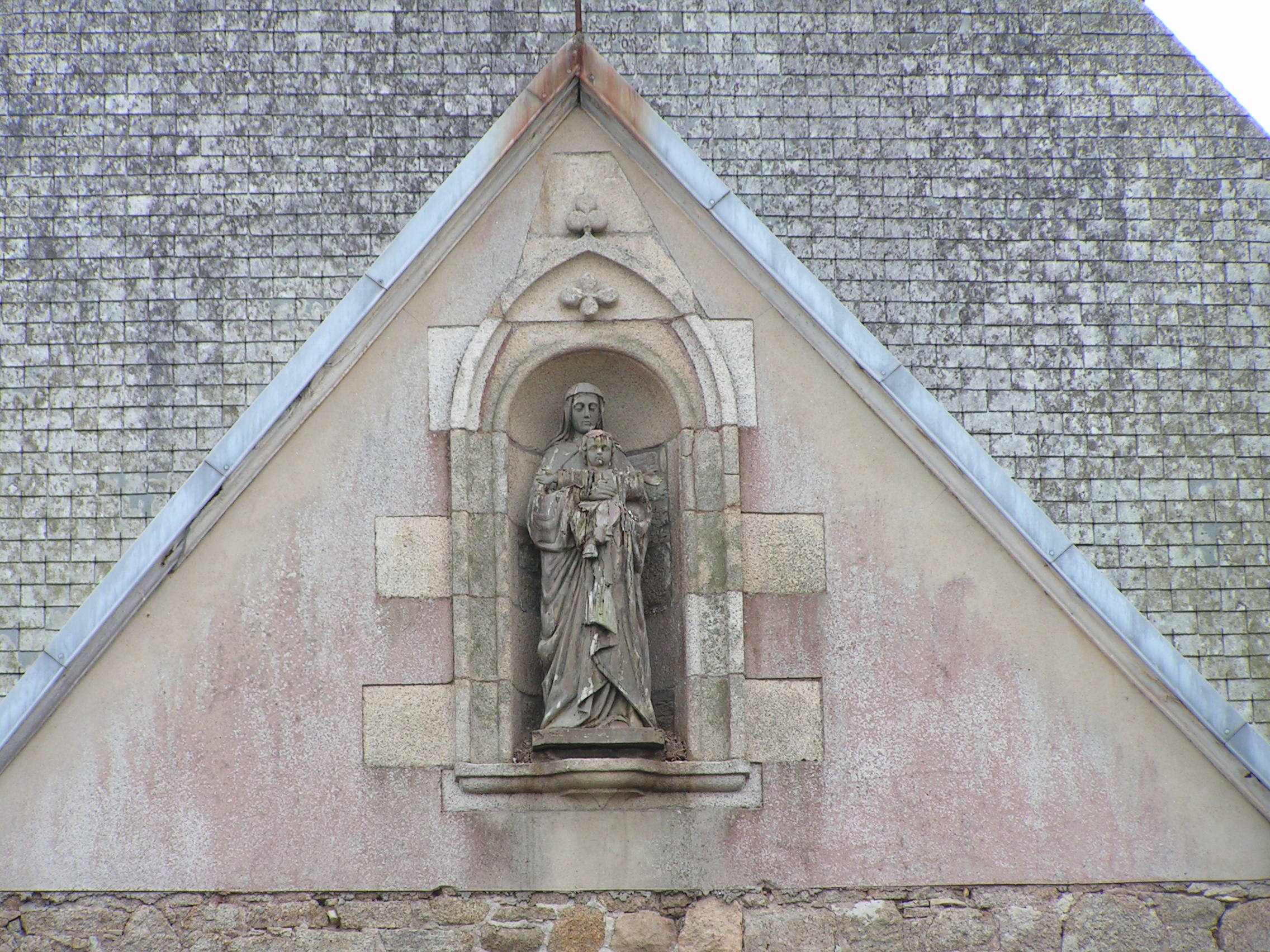